# 스티븐 헌트
스티븐 패트릭 헌트(Stephen Patrick Hunt, 1981년 8월 1일 ~ )는 아일랜드의 은퇴한 축구 선수이다.
레딩 소속 시절인 2006년 10월 14일에 열린 첼시와의 경기에서 체코 출신 골키퍼 페트르 체흐(첼시 소속)의 머리를 자신의 무릎으로 차서 체흐의 두개골 골절을 일으킨 선수로 유명하다. 이 사건이 터진 이후부터 체흐는 헤드기어를 쓰고 경기에 출전하고 있다. 하지만 체흐와는 좋은 사이로 알려져 있다.